# Maredudd ab Owain
Maredudd ab Owain (938 circa – 999) è stato sovrano del Regno di Gwynedd dal 986 al 999.
Nipote di Hywel Dda e figlio di Owain, era sovrano del Deheubarth. Nel 986, essendo Owain troppo vecchio per andare in battaglia, Maredudd prese il suo posto e conquistò il Gwynedd.

Alla morte di Owain (988), Maredudd ottenne anche il regno di Deheubarth, così da controllare tutto il Galles, tranne il Gwent e il Morgannwg. 

È ricordato per aver condotto dei raid contro insediamenti merciani sulle rive del Radnor e per aver pagato un penny a testa come riscatto per alcuni suoi sudditi, catturati dai vichinghi.

I raid danesi furono un costante problema per Maredudd. Nel 987 Godfrey Haroldson saccheggiò l'Anglesey, uccidendo un migliaio di persone e facendone prigioniere circa il doppio. Maredudd morì nel 999 e dopo di lui il trono del Gwynedd fu ripreso da Cynan ap Hywel, della casata di Idwal Foel.